# Giulio Monteverde

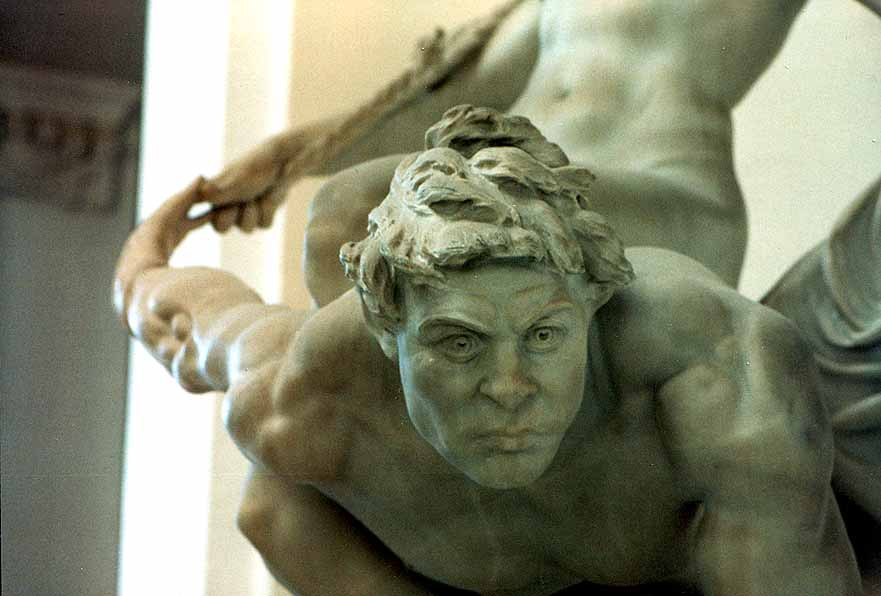
Idealidad y materialismo (colección privada).

Giulio Monteverde (Bistagno, Alessandria, Italia, 8 de octubre de 1837 - Roma, 3 de octubre de 1917) fue un escultor italiano.
Hijo de obreros, tras concluir sus estudios elementales, comenzó su actividad artística como tallador de madera realizando numerosos crucifijos como los de la iglesia de San Francesco en Acqui Terme y el de la iglesia de San Secondo en Asti.

Luego de un período de residencia y trabajo en el taller de los Bistolfi en Casale Monferrato, se trasladó a Génova. En esta ciudad prosiguió trabajando como aprendiz en talleres y frecuentó la Academia Ligustica de Bellas Artes donde permaneció cuatro años para luego dirigirse a Roma tras haber ganado la beca de la Academia de San Lucas. Casado muy joven y con hijos no alcanzó a mantener a su familia hasta que su fama se difundió después de que el rey de Wurtemberg adquiriera una de sus obras: Niños que juegan con un gato. Aún poco antes de fallecer octogenario sorprendió su trabajo cincelando el mármol para el monumento a Giuseppe Saracco. Fue uno de los principales maestros de la escultora argentina Lola Mora.

## Crítica

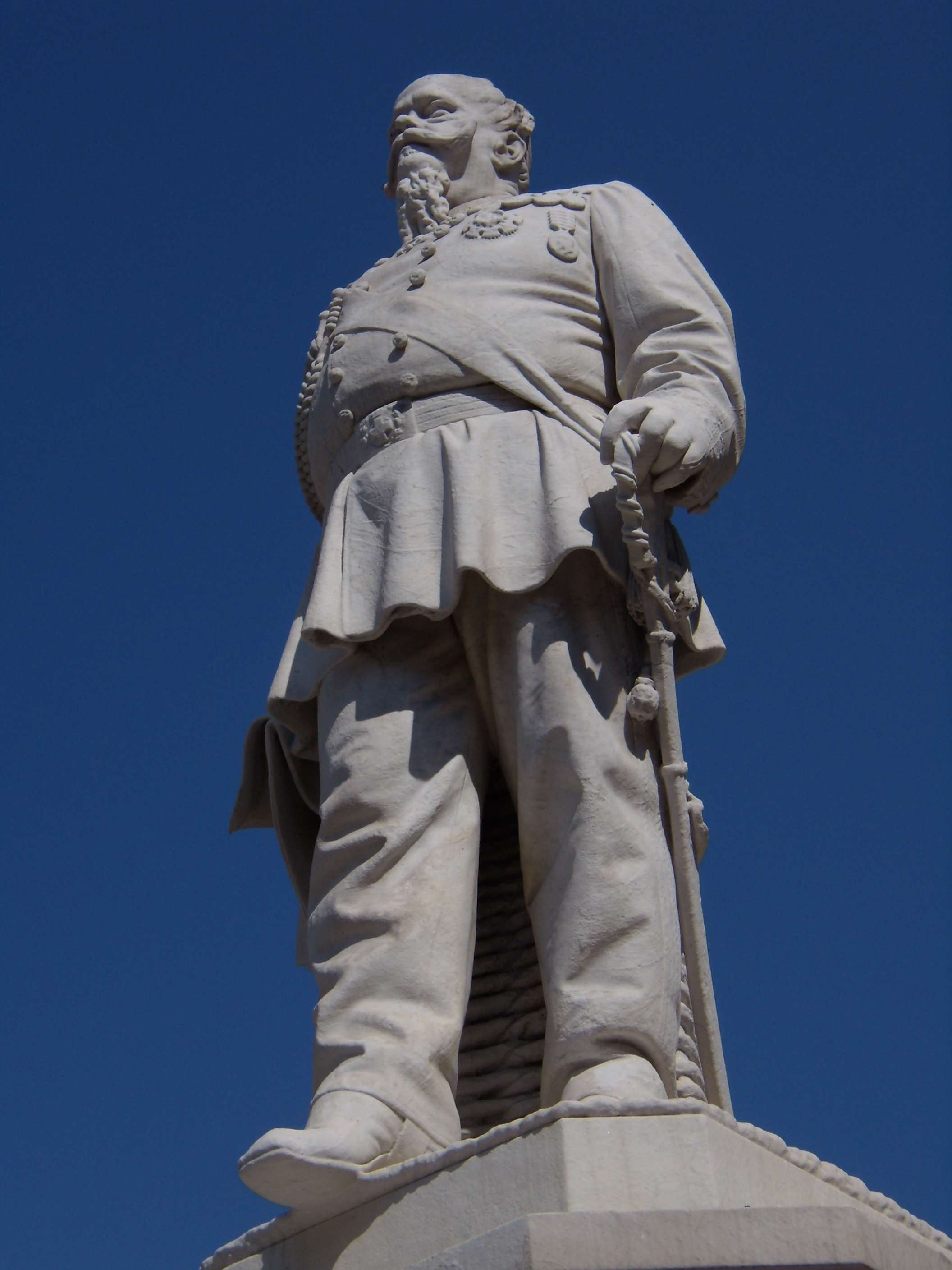
Monumento a Víctor Manuel II de Italia en Rovigo

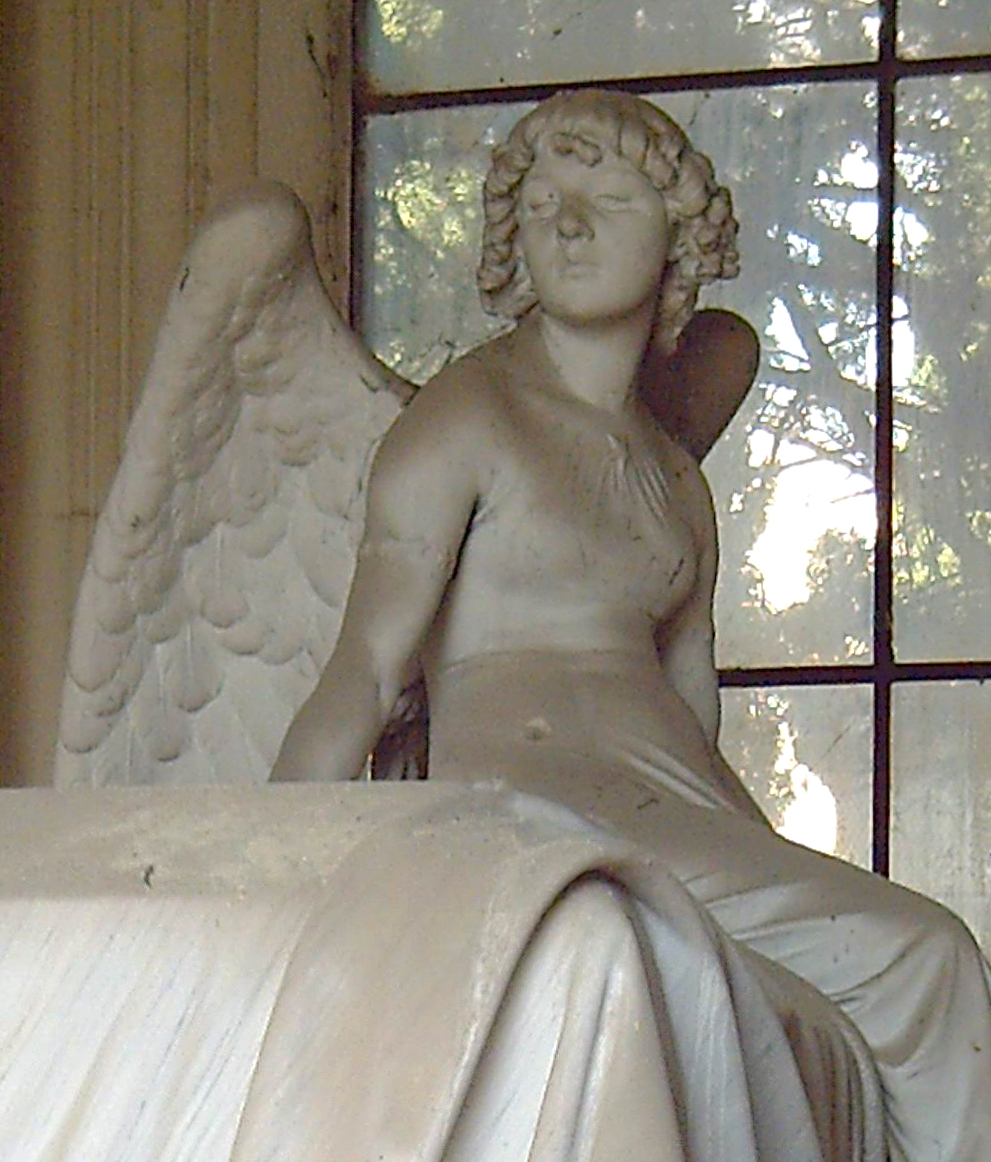
Panteón De La Gándara (Cementerio de San Isidro, Madrid).

Durante el siglo XX Monteverde ha sido en parte olvidado o desconocido, esto se debe principalmente a que se trata de un escultor apegado a los cánones tradicionalistas originados en la Grecia clásica y luego reforzados durante el Renacimiento, para la perspectiva del s XX –entonces– Monteverde resultaba "anticuado", fuera de las vanguardias, "academicista" y "remanido".
En efecto, ciertamente cuesta observar algún atisbo de "vanguardismo" en la monumental obra de Monteverde; él se mantiene más cerca –en lo estilístico– de Canova, Cellini y Miguel Ángel. Asimismo ha jugado en su contra el hecho de que  muchas de sus esculturas fueran realizadas para cementerios o sus temas fueran en ocasiones rayanos en lo funerario, sin duda La Piedad ha sido para él una escultura ejemplar. Monteverde no parece haber buscado temas que pudieran llamar demasiado la atención: en este sentido puede haber sido tachado –injustamente– de "pacato" y "poco original", peor aún, muchas de sus mejores obras poseen nombres demasiado extensos y algo sensibleros, lo que ha prevenido a los críticos del siglo XX contra él. Sin embargo de todo ello, Giulio Monteverde resulta un escultor excepcional, destacado por su maestría en el cincelado del mármol; mármol que en sus manos adquiere gran ductilidad y un aspecto de increíble fluidez y plasticidad.
En Jenner en el momento de inocular la vacuna a su propio hijo, obra considerada su capolavoro, Monteverde –pese a él mismo– tiene una aproximación a las vanguardias al lograr una corporeidad muy dinámica, como ondulante y llena de tensión, Monteverde ha sabido –a su modo– expresar intensamente la pasión humana.

## Principales obras

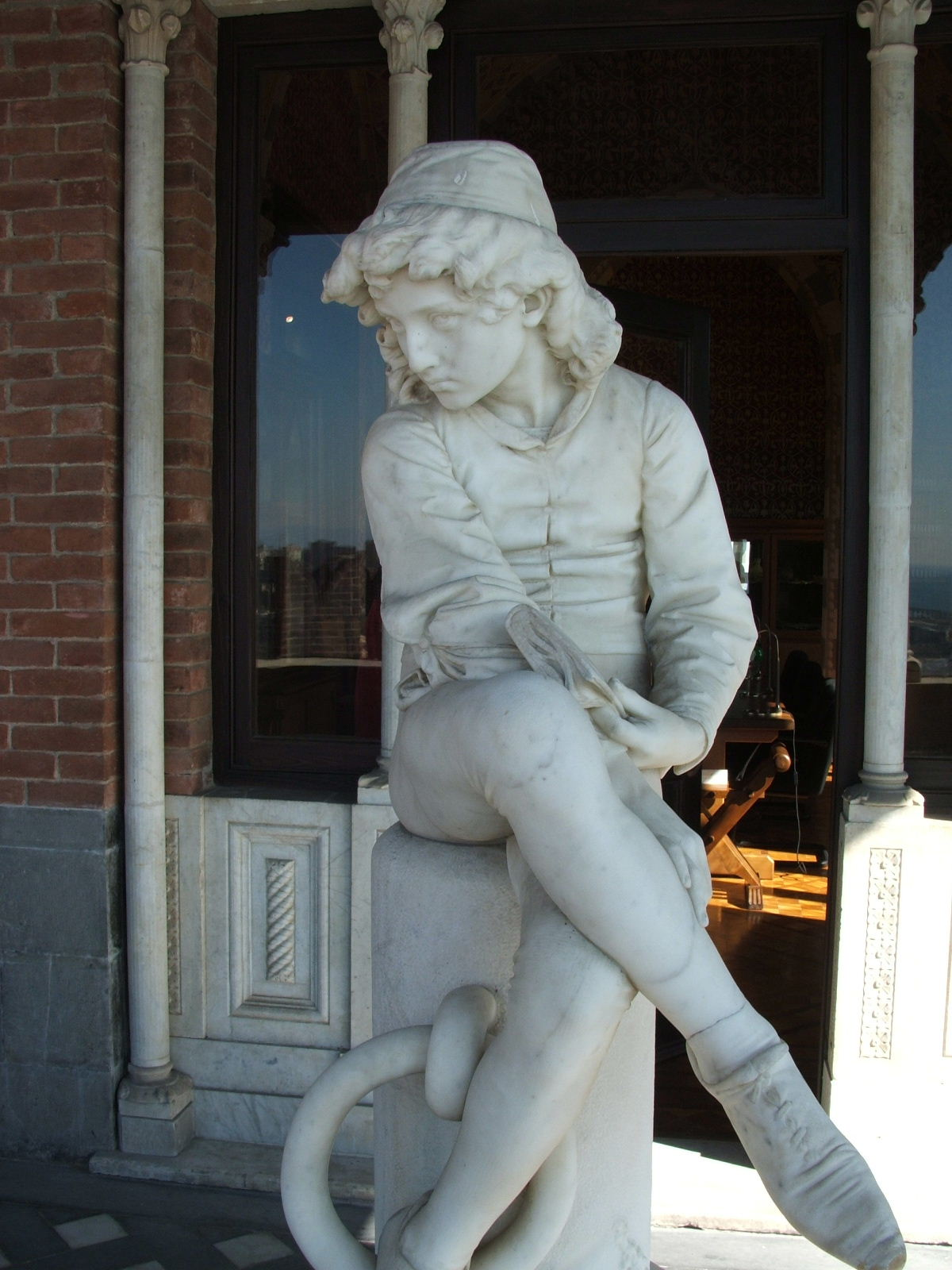
Colón jovencito (1870, Génova).

- Ángel de Monteverde en el Cementerio monumental de Staglieno (existen copias en el Panteón de José Manuel Cortina, en la Necrópolis Cristóbal Colón de La Habana, y en otros cemeterios nel mundo)
- Niños que juegan con un gato (1867)
- Monumento a Raffaele Pratolongo (1868)- Génova, Cementerio monumental de Staglieno.
- Colón jovencito (1870)
- Genio de Franklin (1871)
- Jenner en el momento de inocular la vacuna a su propio hijo (1873)- Roma, Galería Nacional de Arte Moderno.
- Monumento a Giuseppe Mazzini (1879)- Plaza Roma, Buenos Aires, Argentina
- Cristo Muerto (1881)- Cementerio de La Recoleta, Buenos Aires Argentina.
- Monumento a Vincenzo Bellini (1882)- Catania, Piazza Stesicoro.
- Monumento a Francesco Oneto (1882)- Génova, Cementerio monumental de Staglieno.
- Ángela de Monteverde (1882) - Madrid, Panteón de los Marqueses de la Gándara (Cementerio de San Isidro)
- Tumba Celle (1893)- Génova, Cementerio monumental de Staglieno.
- Idealidad y materialismo (1911)- Roma, Galería Nacional de Arte Moderno.
- El pensamiento- Roma, Vittoriano
- Querer y poder, Madrid
- Giuseppe Saracco (1917), Roma
- Àngela de Monteverde Cementerio El Salvador Rosario,  Argentina